# STA Travel
STA Travel ist ein Marke der Explorer Travel GmbH in Düsseldorf und bietet unter dem Slogan "Reisen für Weltentdecker" Fernreisen an.
STA Travel war ursprünglich ein weltweiter Anbieter von Flugtickets, Hotels und Hostels, Erlebnisreisen, Sprachreisen, work & travel-Programmen, Pauschalreisen, Mietwagen, Bus- und Zugpässen sowie Reiseversicherungen. Der Unternehmenssitz befand sich in London.
Im August 2020 meldete die Eigentümergesellschaft STA Travel Holding AG, die ihren Sitz in Zürich in der Schweiz hatte, Insolvenz an. Ihr folgten zahlreiche Tochterunternehmen, darunter STA Travel in Südafrika. Im Dezember desselben Jahres wurden Filialen des Unternehmens von der Reisebüro-Kette New Travel Reisebüro Vertrieb (NTRV) übernommen, wodurch STA Travel als Reiseunternehmen erhalten blieb. Mittlerweile (Stand März 2025) ist STA Travel eine Marke der Explorer Travel GmbH.

## STA Travel Group
1971 gründet die australische Studentenschaft (Australian Union of Students) den Vorläufer von STA Travel, AUS Student Travel. Im Jahr 1979 übernimmt die damalige Edward Keller Holding Ltd. in Zürich, heute Diethelm Keller Group, die Gesellschaft. Das Unternehmen firmierte sodann unter dem Namen STA Travel mit Büros in Australien und Großbritannien. In den folgenden Jahren kamen folgende Büros hinzu: 1981 in Neuseeland und Singapur, 1982 in USA und Malaysia, 1985 in Thailand und Japan, 1989 in Deutschland. Darauf folgten in den 1990er Jahren Taiwan, Indonesien, China, die Philippinen, Österreich, Norwegen, Finnland und die Schweiz. Die Gruppe verfügt über mehr als 200 Niederlassungen in zwölf Ländern. Darüber hinaus verkauft das Unternehmen seine Produkte über Franchises in 48 weiteren Ländern.

## Deutschland
1955 gründeten deutsche Studenten den Studentischen Reise- und Informationsdienst (SRID). 1989 wird SRID Generalagent für STA Travel in Deutschland. Zwei Jahre später übernahm STA Travel zunächst 50 Prozent von SRID, 1994 schließlich die verbleibenden 50 Prozent. Seit 1995 firmiert SRID nur noch unter STA Travel. Unternehmenssitz ist Frankfurt am Main.
STA Travel GmbH befindet sich in Deutschland seit 27. August 2020 in Insolvenz in Selbstverwaltung beantragt beim Amtsgericht Frankfurt am Main mit Aktenzeichen 810 IN 846/20 ST. Rechtsanwältin Dr. Romy Metzger (Kanzlei SGP Schneider Geiwitz & Partner) ist die vorläufige Sachwalterin. Im Zuge der Insolvenz wurden 26 Filialen, von ursprünglich 42 Filialen, an Cockpit-Flug & Touristik GmbH verkauft. Die Marke STA Travel wurde beibehalten, das Produktangebot besteht weiterhin aus Erlebnis- und Abenteuerreisen, Work and Travel, Freiwilligenprojekten und Round-the-world-Flugreisen für junge Menschen.

## Österreich
Die Gründung der STA Travel GmbH (vormals Ökista, gegr. 1950) in Österreich erfolgte im Jahr 2002, der Unternehmenssitz befindet sich in Wien. Bislang existieren innerhalb Österreichs neun STA Travel Reisebüros.
Am 27. August 2020 wurde mit Wirkung zum 28. August 2020 ein Konkursverfahren über das Vermögen der STA Travel GmbH eröffnet. Betroffen sind sämtliche Filialen der STA Travel GmbH in Österreich. Die Schließung des Unternehmens wurde am 8. September 2020 angeordnet.

## Schweiz
STA Travel AG ist eine Tochter der STA Travel Group. Seit dem 15. September 2001 tritt der Reiseanbieter SSR Reisen neu unter der Marke STA Travel im Markt auf. In der Schweiz gibt es 13 STA Travel Reisebüros. Im August 2020 meldete die STA Travel Holding AG Insolvenz an.